# Mulk Raj Anand
Mulk Raj Ānand (n. 12 decembrie 1905 - d. 28 septembrie 2004) a fost prozator și eseist indian de limbă engleză, personalitate marcantă a vieții literare indiene, în ale cărui scriei este prezentată situația castelor sărace în cadrul societății tradiționale indiene.

## Opera
- 1926 - 1927: Cele șapte vârste ale omului ("Seven Ages of Man")
- 1936: Culii ("Coolie")
- 1939: Satul ("The Village")
- 1940: Dincolo de apa neagră ("Across the Black Waters")
- 1942: Spadă și seceră ("The Sword and the Sickle")
- 1946: Apologia eroismului ("Apology for Heroism")
- 1946: Șapte veri ("Seven Summers")
- 1947: Viziunea hindusă în artă ("The Hindu View of Art")
- 1953: Viața privată a prințului indian ("The Private Life of an Indian Prince")
- 1963: Chip matinal ("Morning Face ")